# Tom Oberheiden
Tom Oberheiden (* 12. März 1976 in Oberhausen) ist ein ehemaliger deutscher Schwimmer und heutiger Arzt.

## Werdegang
Oberheiden begann im Alter von fünf Jahren mit dem Schwimmsport beim PSV Oberhausen. Bereits kurze Zeit später begann er mit dem Start bei den Stadtmeisterschaften. Ab 1986 trainierte er mit ein paar Unterbrechungen bei Günter Jatzek. Neben der Mitgliedschaft beim Schwimmverein in Oberhausen startete Oberheiden jedoch parallel auch für die SG Mülheim, den DSC Jan Wellem Düsseldorf und die SG Essen. Seinen größten Erfolg erzielte Oberheiden im Jahre 1993 mit dem Gewinn des Jugend-Europameistertitels in Istanbul. 1996 wurde er Nordrhein-Westfalen-Meister über 100 Meter Freistil mit einer Zeit von 0:53,45 Minuten. Bei den Deutschen Schwimmmeisterschaften 1996 in Braunschweig gewann er mit der Staffel der SG Essen den Titel über 4 × 100 Meter Lagen in einer Zeit von 3:44,40 Minuten. 1998 wurde er Stadtmeister in Mülheim über 400 Meter Freistil. Bei der deutschen Masters-Meisterschaft 1999 gewann er über 100 Meter Freistil in der Altersklasse 20 den Titel.
Oberheiden stellte insgesamt 17 mal den Mülheimer Stadtrekord auf. Zudem gewann er in Mülheim insgesamt elf Mal den Stadtmeistertitel.
Bereits während seiner aktiven Karriere begann Oberheiden 1996 mit dem Medizinstudium am Universitätsklinikum Essen und beendete es 2004 mit dem 3. Staatsexamen nach dem Praktischen Jahr im St.-Josef Hospital in Oberhausen. Im September 2004 nahm er eine Stelle als Assistenzarzt am Universitätsklinikum Mannheim in der I. Medizinischen Klinik bei  M. Borggrefe an. Die Promotion erhielt Oberheiden am 15. Februar 2005 in Essen. Er promovierte über die Behandlung extrem langer koronarer Restenosen mittels Brachytherapie im Pullback-Verfahren bei D. Baumgart.
Oberheidens jüngerer Bruder Nick ist ebenfalls als Schwimmer für die SG Mülheim aktiv.